# Märratjärnen (Björna socken, Ångermanland)
Märratjärnen är en sjö i Örnsköldsviks kommun i Ångermanland och ingår i Husåns huvudavrinningsområde.